# Almindelig akeleje
Almindelig akeleje (Aquilegia vulgaris) er en 40-100 cm høj urt, der er almindelig plantet og i Danmark findes forvildet hist og her. På Bornholm vokser den dog vildt i fugtige enge og krat.

## Beskrivelse
Almindelig akeleje er en flerårig, urteagtig plante med en opret, busket vækst. Stænglerne er oprette og forgrenede uden hår. De grundstillede blade er flerdobbelt trekoblede med omvendt ægformede småblade, der er trelappede med tandet rand. Stængelbladene har aflange småblade med hel rand.
Blomstringen sker i juni-august, hvor man finder blomsterne samlet i endestillede, åbne stande. De enkelte blomster er 5-tallige med to kranse af blosterblade, hvoraf den inderste har lange nektarsporer. Blomsterne er blå eller blåviolette. Frugterne er 5-rummede bælgkapsler med mange frø.
Rodsystemet består af en kraftig jordstængel og grove siderødder.
Højde x bredde og årlig tilvækst: 0,75 x 0,50 m (75 x 50 cm/år).

## Voksested
Almindelig akeleje er udbredt i Nordafrika og Europa. I Danmark findes den – meget sjældent – på Bornholm. Arten er knyttet til lysåbne eller let skyggede voksesteder med fugtig, kalk- og næringsrig jord. Derfor træffes den mest i lysninger, langs skovbryn og i enge.
På fugtige, lysåbne voksesteder i de østrigske alper findes arten sammen med bl.a. alm. brunelle, alm. kællingetand, bjergbaldrian, bjergknopurt, bjergrose, buksbommælkeurt, dueskabiose, dværgklokke, europæisk engblomme, fruebær, lav bakketidsel, pilebladet tusindstråle, rundbladet bærmispel og vårlyng

## Giftighed
Hele planten er giftig.
| Portal | Portal:Botanik |

## Note
1. ↑  Andreas Exner, Wolfgang Willner og Georg Grabherr: Picea abies and Abies alba Forests of the Austrian Alps (engelsk)